# Studená, Jindřichův Hradec
Studená là một làng thuộc huyện Jindřichův Hradec, vùng Jihočeský, Cộng hòa Séc.